# Florence Seibert
Florence Barbara Seibert (Easton, 6 de octubre de 1897-San Petersburgo, 23 de agosto de 1991) fue una bioquímica estadounidense conocida por haber inventado el test de la tuberculosis tras haber desarrollado un método para purificar la proteína derivada en la tuberculina (PPD), método que fue adoptado por la Organización Mundial de la Salud para la lucha contra ese mal. Seibert es miembro del Salón de la Fama Nacional de Mujeres de los Estados Unidos.

## Primeros años
Seibert nació el 6 de octubre de 1897 en Easton, Pennsylvania (Estados Unidos), y a la edad de tres años padeció la enfermedad de la polio, lo que la obligó a llevar hierros en las piernas y a caminar con cojera durante prácticamente toda su vida. No obstante, a medida que iba entrando en la adolescencia se empezó a interesar por biografías de famosos científicos, lo que desarrolló su interés por la ciencia.
Se graduó en la sociedad académica Phi Beta Kappa en 1918, y junto con una de sus profesoras de química, Jessie E. Minor, trabajó en el laboratorio químico de Hammersley Paper Mill, en New Jersey. Cinco años más tarde, Seibert obtuvo un doctorado en bioquímica por la Universidad de Yale. Fue aquí donde estudió las inyecciones intravenosas de proteínas de la leche bajo la dirección del bioquímico Lafayette Mendel. De esta manera desarrolló un método para prevenir que estas proteínas fueran contaminadas por bacterias.

### Logros profesionales y reconocimientos
En 1923, Seibert trabajó como doctora invitada en la Universidad de Chicago. Fue financiada por la Sociedad Filosófica Estadounidense, un premio difícil de conseguir tanto para hombres como para mujeres, y durante esta época trabajó a tiempo parcial tanto en el Ricketts Laboratory de la Universidad de Chicago, como en el Sprague Memorial Institute, también en Chicago.
Un año más tarde, recibió el Premio Howard Taylor Ricketts por el trabajo que inició en Yale y había continuado en Chicago. Seibert reportó en Yale un curioso hallazgo, y es que las inyecciones intravenosas solían causar fiebre en los pacientes. Determinó que las fiebres eran provocadas por toxinas producidas por la bacteria. Las toxinas podían contaminar el agua destilada cuando el spray del agua hirviendo en el frasco de destilación alcanzaba el frasco receptor, de modo que Seibert inventó un nuevo spray para prevenir la contaminación durante el proceso de destilación. Este proceso de purificación de pirógeno fue publicado en The American Journal of Physiology, proceso que fue posteriormente adoptado por la Administración de Alimentos y Medicamentos, los Institutos Nacionales de Salud, y varias compañías farmacéuticas. Gracias a su trabajo con los pirógenos, Seibert sería galardonada en 1962 con el Premio John Elliot Memorial de la Asociación Estadounidense de Bancos de Sangre.
Seibert trabajó como instructora en patología desde 1924 hasta 1928 en la Universidad de Chicago, siendo contratada este último año como profesora ayudante de bioquímica. Un año antes, su hermana Mabel se había trasladado a Chicago para vivir y trabajar con ella, desempeñando las labores de secretaria y ayudante de investigación.
Durante esta época, Seibert conoció al doctor Esmond R. Long, quien estaba trabajando en la tuberculosis. En 1932 aceptó irse junto con Long al Henry Phipps Institute, en la Universidad de Pensilvania. Él se convirtió en profesor de patología y director de laboratorios en dicho centro, mientras que ella aceptó un puesto como profesora ayudante en bioquímica. La meta que ambos tenían era desarrollar un test fiable que identificara la tuberculosis. La tuberculina derivada anterior, el bacilo de Koch, había producido resultados negativos falsos en los test de tuberculosis desde 1890 a causa de la impureza del material.
Junto a la supervisión y financiamiento de Long, Seibert identificó como proteína el agente activo en la tuberculina. Tuvo que pasar muchos años desarrollando métodos para separar y purificar la proteína del denominado Mycobacterium tuberculosis hasta obtener la proteína purificada derivada (PPD), la cual permitió la creación de un test de tuberculosis fiable.
La primera publicación sobre dicha purificación de la tuberculina tuvo lugar en 1934, aunque algunas fuentes acreditan su éxito con el aislamiento de la proteína entre los años 1937-38, cuando Seibert visitó la Universidad de Uppsala, en Suecia, para trabajar con el científico ganador de un Nobel Theodor Svedberg. Finalmente, es en 1940 cuando la proteína purificada derivada de Seibert (PPD) se convierte en el modelo nacional e internacional para los test de tuberculosis. Tres años más tarde recibiría el primer Premio al Mérito de la Asociación Estadounidense de Mujeres Universitarias.
De 1932 a 1959, Seibert siguió investigando en el Henry Phipps Institute de la Universidad de Pensilvania. Fue profesora ayudante de 1932 a 1937, profesora asociada de 1937 a 1955, y profesora de bioquímica de 1955 a 1959, siendo este último año la fecha oficial de su retirada.
Tanto ella como su hermana Mabel se trasladaron más tarde a San Petersburgo, Florida, donde Seibert siguió investigando las posibles relaciones entre las bacterias y los tipos de cáncer, trabajando con el hospital Mound Park, y con el centro de investigación Bay Pines V.A. También continuó publicando documentos científicos hasta 1977. Las teorías que relacionan bacterias con cáncer siguen creando polémica hoy en día.
En 1968, Seibert publica su autobiografía Pebbles on the Hill of a Scientist.

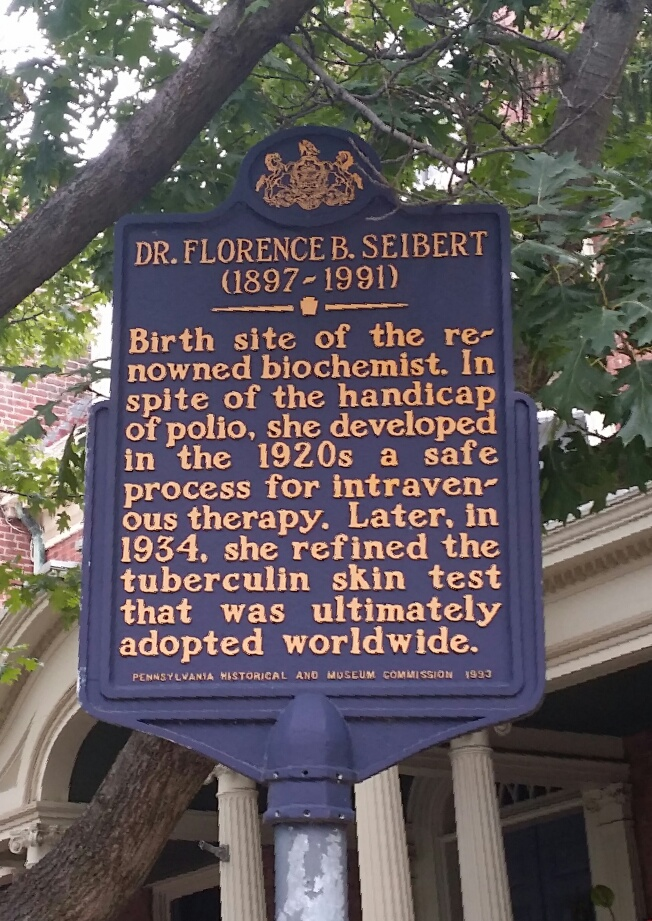
Placa conmemorativa de Florence Seibert.

Otros de los muchos premios que recibió a lo largo de su vida son la Medalla Trudeau, otorgada por la Asociación Nacional de Tuberculosis en 1938, la Medalla Francis P. Garvan de la Sociedad Estadounidense de Química en 1942, y una mención en el Salón de la Fama Nacional de Mujeres en 1990.
Murió en San Petersburgo (Florida) en la residencia de Palm Springs, el 23 de agosto de 1991; tenía 93 años. En 1993 fue colocada una placa conmemorativa en su honor en Easton, Pensilvania, su lugar de nacimiento.